# Critics’ Choice Television Award/Bester Hauptdarsteller in einer Comedyserie
Der Critics’ Choice Television Award in der Kategorie Bester Hauptdarsteller in einer Comedyserie (Originalbezeichnung: Best Actor in a Comedy Series) ist eine der Auszeichnungen, die jährlich in den Vereinigten Staaten von der Broadcast Television Journalists Association, einem Verband von Fernsehkritikern, verliehen werden. Sie richtet sich an Schauspieler, die eine hervorragende Leistung in einer Hauptrolle in einer Comedy-Fernsehserie erbracht haben. Die Kategorie wurde 2011 ins Leben gerufen. Die Gewinner werden in einer geheimen Abstimmung durch die Fernsehkritiker des Verbandes ermittelt.

## Geschichte und Rekorde
Seit der ersten Verleihung hat die Broadcast Television Journalists Association eine Gesamtanzahl von acht Preisen in der Kategorie Bester Hauptdarsteller in einer Comedyserie an fünf verschiedene Schauspieler verliehen. Der erste Preisträger war Jim Parsons, der 2011 für seine Rolle als Sheldon Cooper in The Big Bang Theory ausgezeichnet wurde. Der bisher letzte Preisträger war Bill Hader, der 2020 für seine Rolle als Barry Berkman / Barry Block in Barry geehrt wurde. Die Anzahl der Nominierungen lag seit der ersten Verleihung bei sechs, seit 2019 bei sechs Nominierten.
Ältester Gewinner und ältester nominierter Schauspieler mit 71 Jahren war 2016 der US-Amerikaner Jeffrey Tambor (Transparent). Jüngster Gewinner mit 33 Jahren war 2017 der US-Amerikaner Donald Glover (Atlanta), jüngste nominierte Schauspieler mit jeweils 32 Jahren 2014 der Kanadier Thomas Middleditch (Silicon Valley) und 2016 der US-Amerikaner Aziz Ansari (Master of None).
Die folgende Liste ist eine Aufzählung von Rekorden der häufigsten Nominierten und Gewinnern in der Kategorie Bester Hauptdarsteller in einer Comedyserie. Die Gewinner und Nominierten in den anderen Serien- oder Schauspielerkategorien werden nicht mitgezählt.
| Statistik                                         | Schauspieler/Serie  | Anzahl | Jahre                                |
| ------------------------------------------------- | ------------------- | ------ | ------------------------------------ |
| Häufigste Auszeichnungen (Schauspieler)           | Jim Parsons         | 2      | 2011, 2014                           |
|                                                   | Louis C.K.          | 2      | 2012, 2013                           |
|                                                   | Jeffrey Tambor      | 2      | 2015, 2016 (Jan.)                    |
|                                                   | Bill Hader          | 2      | 2019, 2020                           |
| Häufigste Nominierungen (Schauspieler) (* = Sieg) | Louis C.K.          | 4      | 2011, 2012*, 2013*, 2014             |
|                                                   | Jim Parsons         | 4      | 2011*, 2012, 2013, 2014*             |
|                                                   | Anthony Anderson    | 4      | 2015, 2016 (Jan.), 2016 (Dez.), 2018 |
| Häufigste Nominierungen ohne Sieg (Schauspieler)  | Anthony Anderson    | 4      | 2015, 2016 (Jan.), 2016 (Dez.), 2018 |
| Häufigste Auszeichnungen (Serie)                  | The Big Bang Theory | 2      | 2011, 2014                           |
|                                                   | Louie               | 2      | 2012, 2013                           |
|                                                   | Transparent         | 2      | 2015, 2016 (Jan.)                    |
|                                                   | Barry               | 2      | 2019, 2020                           |
| Häufigste Nominierung (Serie) (* = Sieg)          | The Big Bang Theory | 5      | 2011*, 2012, 2013, 2014*, 2015       |

## Gewinner und Nominierte
Die unten aufgeführten Fernsehserien werden mit ihrem deutschen Ausstrahlungstitel (sofern ermittelbar) angegeben, danach folgt in Klammern in kursiver Schrift der fremdsprachige Originaltitel. Die Nennung des Originaltitels entfällt, wenn deutscher und fremdsprachiger Serientitel identisch sind. Die Gewinner stehen hervorgehoben in fetter Schrift an erster Stelle.
2011
Jim Parsons – The Big Bang Theory
Alec Baldwin – 30 Rock
Steve Carell – Das Büro (The Office)
Louis C.K. – Louie
Charlie Day – It’s Always Sunny in Philadelphia
Joel McHale – Community
2012
Louis C.K. – Louie
Don Cheadle – House of Lies
Larry David – Lass es, Larry! (Curb Your Enthusiasm)
Garret Dillahunt – Raising Hope
Joel McHale – Community
Jim Parsons – The Big Bang Theory
2013
Louis C.K. – Louie
Don Cheadle – House of Lies
Jake Johnson – New Girl
Jim Parsons – The Big Bang Theory
Adam Scott – Parks and Recreation
Jeremy Sisto – Suburgatory
2014
Jim Parsons – The Big Bang Theory
Louis C.K. – Louie
Chris Messina – The Mindy Project
Thomas Middleditch – Silicon Valley
Adam Scott – Parks and Recreation
Robin Williams – The Crazy Ones
2015
Jeffrey Tambor – Transparent
Anthony Anderson – Black-ish
Will Forte – The Last Man on Earth
Johnny Galecki – The Big Bang Theory
Chris Messina – The Mindy Project
Thomas Middleditch – Silicon Valley
2016 (Jan.)
Jeffrey Tambor – Transparent
Anthony Anderson – Black-ish
Aziz Ansari – Master of None
Will Forte – The Last Man on Earth
Randall Park – Fresh Off the Boat
Fred Savage – The Grinder – Immer im Recht (The Grinder)
2016 (Dez.)
Donald Glover – Atlanta
Anthony Anderson – Black-ish
Will Forte – The Last Man on Earth
Bill Hader – Documentary Now!
Patrick Stewart – Blunt Talk
Jeffrey Tambor – Transparent
2018
Ted Danson – The Good Place
Anthony Anderson – Black-ish
Aziz Ansari – Master of None
Hank Azaria – Brockmire
Thomas Middleditch – Silicon Valley
Randall Park – Fresh Off the Boat
2019
Bill Hader – Barry
Hank Azaria – Brockmire
Ted Danson – The Good Place
Michael Douglas – The Kominsky Method
Donald Glover – Atlanta
Jim Parsons – The Big Bang Theory
Andy Samberg – Brooklyn Nine-Nine
2020
Bill Hader – Barry
Ted Danson – The Good Place
Walton Goggins – The Unicorn
Eugene Levy – Schitt’s Creek
Paul Rudd – Living With Yourself
Bashir Salahuddin – Sherman’s Showcase
Ramy Youssef – Ramy
2021
Jason Sudeikis – Ted Lasso
Hank Azaria – Brockmire
Matt Berry – What We Do in the Shadows
Nicholas Hoult – The Great
Eugene Levy – Schitt’s Creek
Ramy Youssef – Ramy